# Aspitates stschurovskyi
Aspitates stschurovskyi là một loài bướm đêm trong họ Geometridae.